# Cycle de la Terre des origines

Le Cycle de la Terre des origines (titre original : Homecoming Saga) est une série d'ouvrages de science-fiction rédigés par Orson Scott Card (États-Unis) : 
1. Basilica, L'Atalante, 1995 ((en) The Memory of Earth, 1992)
2. Le Général, L'Atalante, 1995 ((en) The Call of Earth, 1992)
3. L'Exode, L'Atalante, 1996 ((en) The Ships of Earth, 1994)
4. Le Retour, L'Atalante, 1996 ((en) Earthfall, 1995)
5. Les Terriens, L'Atalante, 1997 ((en) Earthborn, 1995)

## Résumé
Établis sur un nouveau monde, les survivants de la Terre ont chargé un super-ordinateur, Surâme, d'y maintenir l'harmonie. Doté d'un libre accès aux pensées des habitants d'Harmonie, il peut ainsi brider leurs pulsions négatives, tout comme éliminer de leur vocabulaire les mots « dangereux ».
Après quarante millions d'années, Surâme se fait vieux et constate amèrement que ses efforts n'ont mené à rien, car l'Homme est incapable d'harmonie. La société se gangrénant à nouveau, Surâme décide alors de lancer sa dernière mission : ramener l'Homme sur Terre.